# Χb(3P)-Meson
Das χb(3P)-Meson ist ein Meson aus der Familie der Bottomonia. Es wurde von der ATLAS-Kollaboration gefunden und zerfällt radiativ in Υ(1S)+γ oder Υ(2S)+γ oder Υ(3S)+γ.
Bei den χ-Mesonen handelt es sich wie bei den η-Mesonen und den Ypsilon-Mesonen um Quark-Antiquark-Kombinationen. Während sich die beiden Quarks jedoch beim η zu einem S-Orbital (Bahndrehimpuls L=0) mit Spin 0 und beim Ypsilon zu einem S-Orbital mit Spin 1 zusammensetzen, so handelt es sich beim χ-Meson um eine P-Orbital-Kombination der beiden Quarks, d. h., es hat einen Bahndrehimpuls von L=1. Der Index b drückt aus, dass es sich bei den Quarks um ein Bottom-Quark und ein Anti-Bottom-Quark handelt, die Zahl 3 steht für die Hauptquantenzahl n.
Es ist das erste Teilchen, welches am Large Hadron Collider entdeckt wurde. Zusätzlich zu den beiden χb(nP)-Zuständen mit Hauptquantenzahl n=1 und n=2 bei 9,90 und 10,26 GeV wurde dabei erstmals ein Peak bei 10,52 GeV beobachtet, der mit der theoretischen Masse für den n=3-Zustand übereinstimmt. Das Teilchen wird dabei nicht direkt wahrgenommen, vielmehr wird nach seinem Zerfall in ein Υ-Meson und Gammastrahlung das Υ-Meson durch seinen Zerfall in ein μ+μ-Paar und die Gammastrahlung im elektromagnetischen Kalorimeter beobachtet.
Bei der von ATLAS ursprünglich ermittelten Masse handelte es sich um eine Überlagerung von min. zwei oder drei unterschiedlichen Spin-Zuständen. Aus neueren Messergebnissen des LHCb aus dem Jahr 2015 konnte die Masse des Teilchens mit Spin 1, sogenanntes χb1(3P), ermittelt werden. Es wird angenommen, dass das Teilchen mit Spin 2, χb2(3P) genannt, eine um ca. 10 MeV größere Masse besitzt. Eine endgültige Bestätigung ist allerdings noch ausständig.